# Fegernic, Bihor
Fegernic este un sat în comuna Sârbi din județul Bihor, Crișana, România. La recensământul din 2011 avea o populație de 333 locuitori.